# Polyommatus caudatanulla
Polyommatus caudatanulla är en fjärilsart som beskrevs av Bright och Leeds 1938. Polyommatus caudatanulla ingår i släktet Polyommatus och familjen juvelvingar. Inga underarter finns listade i Catalogue of Life.